# Луїджі Пазінетті
Луїджі Лодовіко Пазінетті (італ. Luigi Lodovico Pasinetti, 12 вересня 1930, м.  Цаніка,  Італія — 31 січня 2023, Мілан) — італійський економіст, автор теореми Пазінетті.

## Біографія
Пазінетті народився 12 вересня 1930 р. в м. Цаніці, що поблизу Бергамо на півночі Італії. Свій перший вчений ступінь він отримав в Католицькому університеті Святого Серця в Мілані в 1954 році, а докторський ступінь — в Кембриджському університеті в 1962 р. Луїджі був геніальним студентом, він здобув декілька стипендій для аспірантури, які й посприяли вступу до Кембриджського університету(1956—1958 рр.), а згодом і до Гарвардського (1957 р.) та Оксфордського (1959 р.) університетів.
Вступивши до аспірантури Кінгс-коледжу, Кембрідж у 1961 р., він став його штатним співробітником і залишився там працювати аж до 1976 р. Саме тут Луїджі отримує ступінь доктора, захистивши дисертацію на тему: «Мульти-секторальна модель економічного зростання» (англ. A Multi-sector Model of Economic Growth). На основі цього, в 1981 р. вийшла одна з найповніших його книг з назвою «Структурні зміни та економічний ріст». У 1971 і в 1975 р.р. він, як запрошений професор, займався дослідницькою роботою в Колумбійському, Індійському інституті статистики (Калькутта) і Делійській школі економіки. У 1977 р. Пазінетті повернувся в Італію і зайняв пост професора економіки в своїй alma mater — Католицькому університеті Святого Серця в Мілані.
У 1980 р. Л.Пазінетті був призначений головою економічного факультету у Католицькому університеті Святого Серця; директором кафедри економіки у 1983—1986 р.р.; директором спільної докторської програми з економіки (що включає три міланські університети: Католицький університет, Університет Бокконі та Міланський університет.)
У 1986—1989 р.р. Пазінетті був президентом Італійської спілки економістів, в 1992-93 р.р. — президентом Конфедерації європейських економічних асоціацій, а з 1995 р. він отримав посаду президента Європейського товариства істориків економічної думки.  Пазінетті також був почесним президентом: Міжнародної економічної асоціації, Європейської асоціації еволюційної політичної економії та Італійської асоціації історії економічної думки.

## Кар'єра
Список отриманих академічних відзнак:
- Премія Сент-Вінсент з економіки (1979 р.) (англ. St. Vincent prize);
- президент Італійського суспільства економістів (1986—1989 рр.) (англ. (Società Italiana degli Economisti);
- президент Європейського товариства історії економічної думки (1995—1997 рр.) (англ. European Society for the History of Economic Thought);
- член виконавчої влади Комітету Міжнародної економічної асоціації (англ. International Economic Association);
- член Національної  Академії   Лінсеі
- премія економіки Інверніцці (1997 р.) (англ. Invernizzi Prize).

На правах консультанта редакції, Луїджі Пазінетті працював у таких економічних журналах:
- «Кембриджський журнал економіки» (з 1977 р.) (англ. 'Cambridge Journal of Economics');
- «Журнал посткейнсіанської економіки» (з моменту заснування у 1978 р.) (англ. 'Journal of Post Keynesian Economics');
- «Структурні та економічні зміни» (англ. 'Structural Change and Economic Dynamics');
- «PSL Quarterly Review» (2009 р.).

## Вклад в науку
Початком наукової діяльності Луїджі Пазінетті було створення математичної версії теоретичної системи Рікардо. Поштовхом до цього стала критична інтерпретація творів Рікардо, зроблена П'єром Сраффа.
Ім'я Луїджі Пазінетті пізніше було пов'язане з двома відомими дебатами, що відбувалися в економічній теорії в шістдесяті роки:
1. «Посткейнсіанський» позов (який отримав назву «теорема Пазінетті»), згідно з яким ставка прибутку та розподіл доходу залежать від схильності заощадження «капіталістів», але не залежать від схильності заощаджень «робітників».
2. Дебати про теорію капіталу, що виникла із виклику Самуельсона та Левхарі до аналізу Сраффи щодо можливості «переключення технологій». (Пазінетті першим, за взаємним визнанням, продемонстрував помилковість «теореми про непереключення» Самуельсона-Левхарі).

Ця наукова діяльність дала йому можливість посісти достойне місце серед критиків традиційної маржіналістичної економіки.
Луїджі Пазінетті провів ґрунтовне дослідження фундаментальної динаміки промислових компаній. В ході посткейнсіанських ліній, запропонованих Харродом, Домаром, Джоан Робінсоном та Кальдором, він провів дослідження динаміки сучасних економічних систем, які характеризуються непропорційним зростанням та структурною динамікою, через нерівномірні зміни підвищення продуктивності праці, від сектора до сектора; а також завдяки ієрархічній структурі споживчих потреб («Закон Енгеля»).
Це дослідження сприяло створенню нових аналітичних підходів, зокрема аналізу вертикально інтегрованих секторів у порівнянні з традиційним методом «введення-виведення». Воно також призвело до впровадження інновацій у сфері економічної методології, зокрема щодо розмежування відносин, характерних для промислових підприємств, та інституційних взаємозв’язків.
Результати цього аналізу дозволили більш точно пояснити низку емпіричних закономірностей і теоретичних положень, які раніше не вписувалися в рамки традиційної економічної теорії. Це дало змогу забезпечити їхнє інтегрування в теоретичний контекст у більш логічний та узгоджений спосіб.

## Основні праці
- Пазінетті, Л. [1960], «Математична постановка Рікардійської системи», в «Огляді економічних досліджень», 1959–60 рр. (англ. "A Mathematical Formulation of the Ricardian System", in The Review of Economic Studies).
- Пазінетті Л. [1962], «Темпи прибутку та розподілу доходів у співвідношенні до темпів економічного зростання», Огляд економічних досліджень, XXIX (4).October (англ. "Rate of profit and Income Distribution in Relation to the Rate of Economic Growth", Review of Economic Studies).
- Пазінетті, Л. [1966], «Зміни швидкості прибутку та перемикань методів» (провідна стаття «Парадокси в теорії капіталу: симпозіум»), у щоквартальному журналі економіки, т. 80, (англ. "Changes in the Rate of Profit and Switches of Techniques" (leading article of "Paradoxes in Capital Theory: A Symposium").
- Пазінетті, Л. [1969], «Перемикання техніки і» коефіцієнт прибутковості «в теорії капіталу», в Економічному журналі, т. 79 (англ. "Switches of Techniques and the “Rate of Return” in Capital Theory", in The Economic Journal)«Switches of Techniques and the „Rate of Return“ in Capital Theory», in The Economic Journal).
- Пазінетті, Л. [1973], «Поняття вертикальної інтеграції в економічному аналізі», в: Metroeconomica, т. 25, с. 1–29. Передруковано у: Л. Пазінетті (ред.), Нариси теорії спільного виробництва , Лондон: Макміллан; та New York: Columbia University Press, 1980 (англ. "The Notion of Vertical Integration in Economic Analysis", in: Metroeconomica).
- Пазінетті Л. [1974], Рост і розподіл доходів — нариси економічної теорії , Кембридж: Кембриджський університетський прес. Переклади: італійська: Sviluppo Economico e Distribuzione del Reddito , Болонья: Il Mulino, 1977; Іспанська: Crecimiento económico y distribución de la renta — Ensayos de teoría económica , Мадрид: Редакція Alianza, 1978; Португальська: Ріо-де-Жанейро, 1979 р .; Японська: Токіо, 1985 (англ. Growth and Income Distribution - Essays in Economic Theory, Cambridge: Cambridge University Press).
- Пазінетті, Л. [1977], «Про не заміщення» у виробничих моделях ", в Кембриджському журналі економіки, т. 1 (англ. "On 'Non-substitution' in Production Models", in Cambridge Journal of Economics).
- Пазінетті, Л. [1993], Структурна економічна динаміка — теорія економічних наслідків навчання людини , Кембридж: Cambridge University Press. Італійська версія: Dinamica Economica strutturale. — Un'indagine teorica sulle conseguenze economiche dell'apprendimento umano , Болонья: Il Mulino, 1993; Переклад з японської: Токіо, 1998 (англ. Lectures on the theory of production, MacMillan., італ. Contributi alla teoria della produzione congiunta).
- Пазінетті, Л. [1998], «Міф про маастрихтський параметр» Маастрихт «з дефіцитом ВВП 3 %», у Кембриджському журналі економіки, т. 22 (англ. “The myth (or folly) of the 3% deficit-GDP Maastricht ‘parameter’”«The myth (or folly) of the 3 % deficit-GDP Maastricht ‘parameter’»).
- Пазінетті, Л. [2003], Лист до редактора, у: «Коментар — Кембриджські капітальні суперечки», в Journal of Economic Perspectives , Fall 2003, vol. 17, н. 4, с. 227–8. (Коментар до «Суперечностей теорії капіталу Кембриджського капіталу» Аві Дж. Коена та Джеффрі Харкора в « Журналі економічної перспективи» , зима 2003, т. 17, п. 1,) (англ. Letter to the Editor, in: "Comments – Cambridge Capital Controversies", in Journal of Economic Perspectives).